# 三田佐代子
三田 佐代子（みた さよこ、生年不詳8月5日 - ）は、古舘プロジェクト所属のフリーアナウンサー。
神奈川県小田原市出身。慶應義塾大学法学部卒業。テレビ静岡に入社。フジテレビ系『めざましテレビ』のレポーターなどを担当。1996年に退社。その後現在の事務所である古舘プロジェクトに所属。
現在はメインで格闘技専門チャンネル・FIGHTING TV サムライの『速報!バトル☆メン』・『インディーのお仕事』を中心としたキャスターとして活動。2007年よりプロレス大賞の選考委員となった。

## 出演番組
- 報道ステーション（テレビ朝日系、ナレーション）
- ベンチャー必勝の法則（BSジャパン）
- まる得マガジン 収納のコツ（NHK教育）
- インディーのお仕事（FIGHTING TV サムライ、おねえさん）
- 速報!バトル☆メン（FIGHTING TV サムライ）
- ナカイの窓・スー女vsプ女子SP（2017年11月1日、日本テレビ）[1]
- Weekly DDT News（YouTube）毎週水曜日更新

ほか

### 過去に担当した番組
- S-ARENA（FIGHTING TV サムライ、司会者）
- エスパルス・オレンジスタジアム（テレビ静岡）
- FNNテレビ静岡スーパータイム
- 最強の男は誰だ!壮絶筋肉バトル!!スポーツマンNo.1決定戦（TBS系）
- ジャスト（TBS系）
- どうーなってるの?!（フジテレビ系、いずれもリポーター）
- テレビお笑い虎の穴静岡(テレビ静岡)
- 吉本伝馬町劇場スペシャル(テレビ静岡)
- 今夜は!好奇心・静岡(テレビ静岡) ほか

## 連載
- 「サムライ合衆国」毎週木曜日更新（2009年8月6日‐2017年8月31日、「週刊プロレスmobile」）

## 著書
- プロレスという生き方-平成のリングの主役たち(中公新書ラクレ)（2016年5月7日、中央公論新社）ISBN 978-4121505545